# Distrito de Kaimur
Kaimur (en bihari; कैमुर जिला) es un distrito de India en el estado de Bihar. Código ISO: IN.BR.KM.
Comprende una superficie de 3 363 km².
El centro administrativo es la ciudad de Bhabua.

## Demografía
Según censo 2011 contaba con una población total de 948 105 habitantes.